# Lantian, Guangdong
Lantian (kinesiska: 蓝田) är en etnisk minoritetssocken (族乡,"zu xiang") för yaofolket i sydöstra Kina.  Den ligger i Longmen härad i staden Huizhou i provinsen Guangdong, omkring 130 kilometer nordost om provinshuvudstaden Guangzhou. Antalet invånare är 7 716. Befolkningen består av 3 840 kvinnor och 3 876 män. Barn under 15 år utgör 22,0 %, vuxna 15-64 år 67 %, och äldre över 65 år 10,0 %.